# Dorfkirche Wormlage

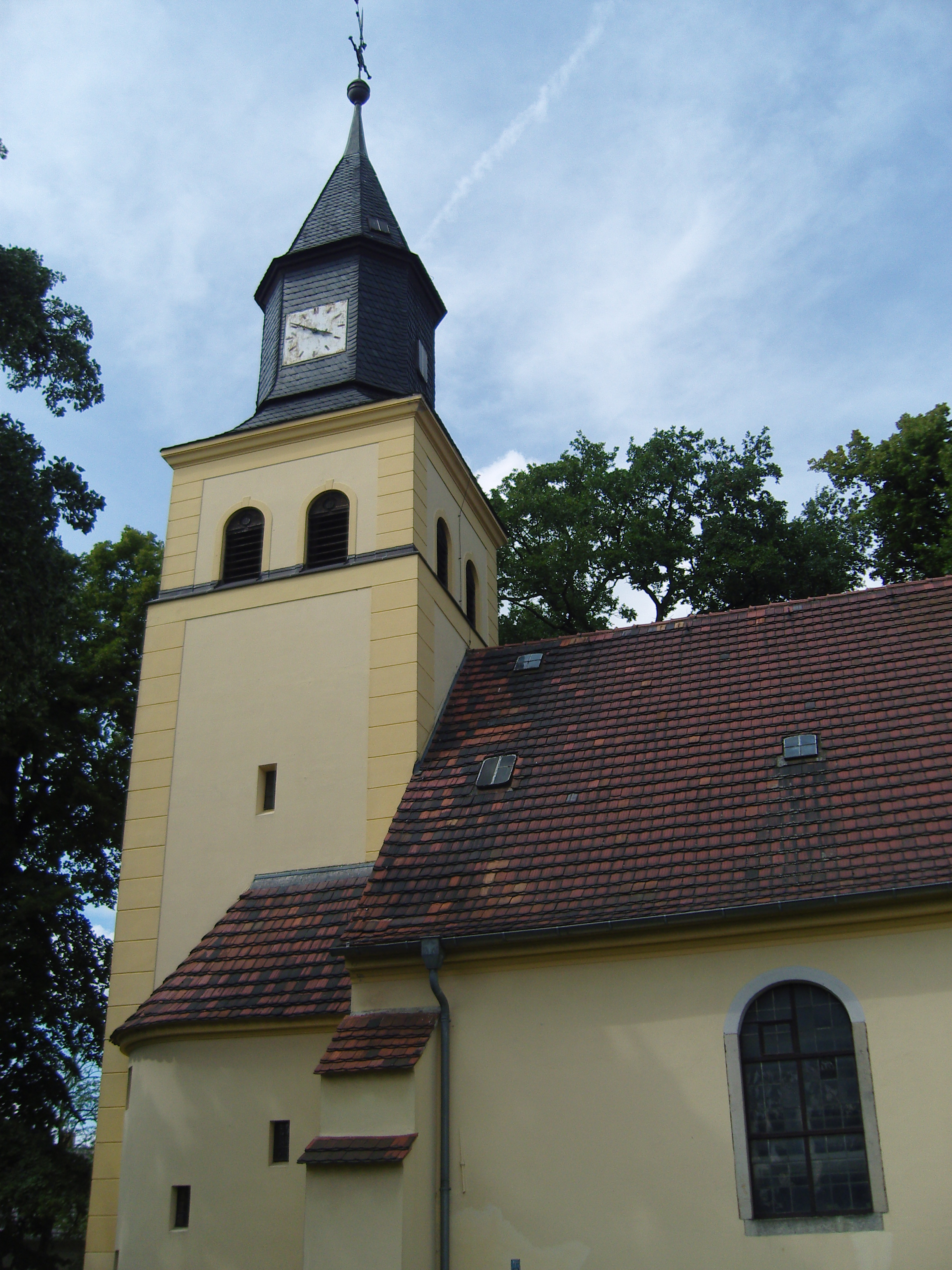
Dorfkirche Wormlage (2009)

Die Dorfkirche Wormlage ist das Kirchengebäude im Ortsteil Wormlage der Stadt Großräschen im Landkreis Oberspreewald-Lausitz in Brandenburg. Es gehört der Kirchengemeinde Wormlage im Kirchenkreis Niederlausitz, der zur Evangelischen Kirche Berlin-Brandenburg-schlesische Oberlausitz gehört. Die Kirche steht unter Denkmalschutz.

## Architektur und Geschichte

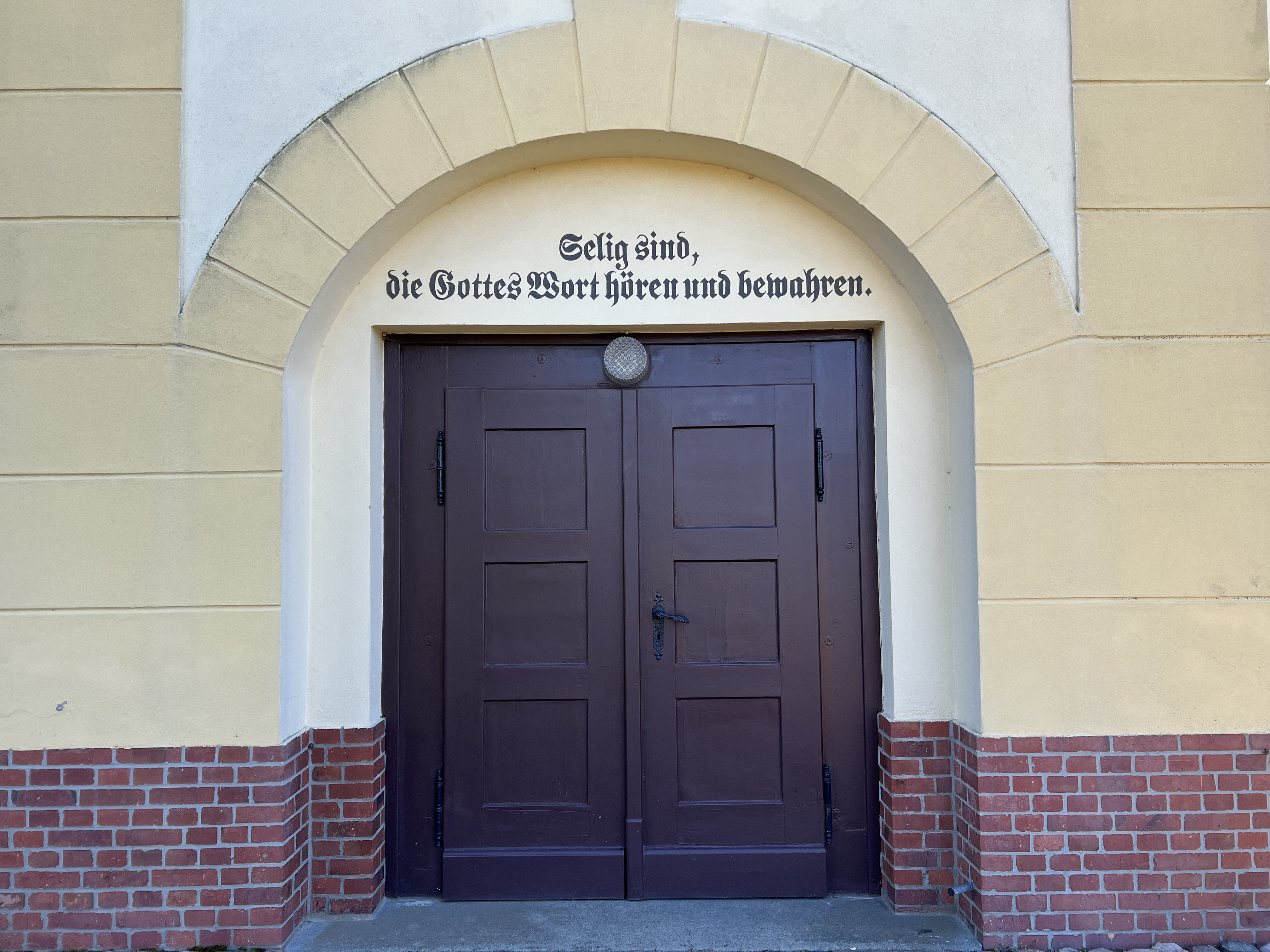
Eingangsportal (2024)

Die Dorfkirche in Wormlage wurde im Jahr 1768 aus Ziegelmauerwerk unter Nutzung von Baustoffen aus dem Vorgängerbau errichtet. Die ursprüngliche Patronatskirche steht auf dem Dorfanger nordöstlich des Ortszentrums von Wormlage und ist ein verputzter Saalbau mit Dreiachtelschluss. Am 12. Juli 1914 wurde der Grundstein für den neubarocken Westturm mit einem südlich begleitenden halbrunden Treppentürmchen gelegt. Der Innenraum der Kirche wurde 1987, die Fassade im Jahr 1990 saniert. Das Kirchenschiff hat rundbogige Fenster. Die Westwand ist mit Strebepfeilern besetzt und stammt noch vom Vorgängerbau. Im Turm befindet sich ein spitzbogiges Eingangsportal, im Glockengeschoss liegen zu allen Seiten jeweils zwei Schallöffnungen. Abgeschlossen wird der Turm durch eine verschieferte Haube mit achteckigem Spitzhelm. Im Innenraum hat die Kirche eine flache Putzdecke, unter dem Chor befindet sich eine Gruft.

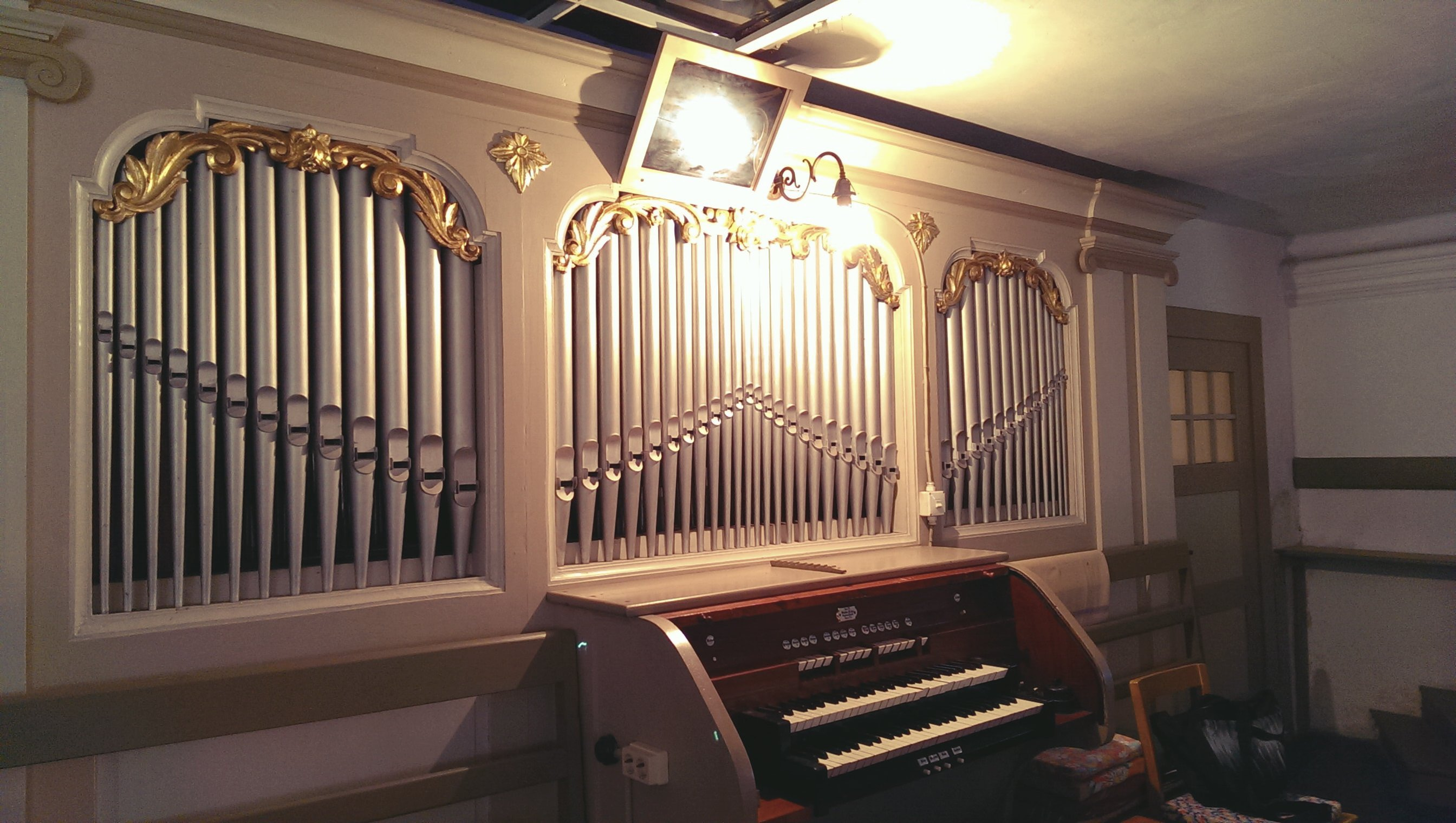
Orgel von Gustav Heinze in der Dorfkirche Wormlage (2014)

Da die Kirche als Patronatskirche errichtet wurde, ist sie in einen Gemeinde- und einen Herrschaftsbereich geteilt. Im Innenraum steht eine zwischen zwei Pfeilern eingespannte Hufeisenempore. Im Bereich des Chors liegen zweigeschossige Logen, die zweigeschossige Patronatsloge befindet sich im Osten oberhalb der Sakristei. Die Ausstattung der Dorfkirche Wormlage stammt einheitlich aus der Bauzeit. Dazu gehört ein Ädikulaaltar mit einem Gemälde des segnenden Christus. Das Taufbecken aus Eisenkunstguss mit flachem Becken wurde um 1840 gefertigt. Die Orgel wurde 1911 von dem Orgelbauer Gustav Heinze aus Sorau gebaut und erstmals 1964 von Hermann Eule Orgelbau Bautzen restauriert. 2016 erfolgte eine erneute Restaurierung der Orgel, dieses Mal durch W. Sauer Orgelbau Frankfurt (Oder).

## Kirchengemeinde
Zur Kirchengemeinde Wormlage gehören das Pfarrdorf Wormlage und der Nachbarort Barzig. Die Dorfkirche Freienhufen und die Dorfkirche Saalhausen waren bis ins 20. Jahrhundert Filialkirchen von Wormlage. Bis 1945 gehörte Wormlage zur Evangelischen Landeskirche der älteren Provinzen Preußens, danach kam die Kirchengemeinde zur Evangelischen Kirche in Berlin-Brandenburg. Sie war dort dem Kirchenkreis Senftenberg und ab dem 1. Juli 1998 dem Kirchenkreis Senftenberg-Spremberg unterstellt. Am 1. Januar 2004 schlossen sich die Evangelische Kirche in Berlin-Brandenburg und die Evangelische Kirche der schlesischen Oberlausitz zur Evangelischen Kirche Berlin-Brandenburg-schlesische Oberlausitz zusammen.
Seit der Auflösung des Kirchenkreises Senftenberg-Spremberg am 1. Januar 2020 gehört Wormlage zum Kirchenkreis Niederlausitz. Zusammen mit den Kirchengemeinden Freienhufen, Saalhausen und Klettwitz ist Wormlage zum Pfarramt Klettwitz zusammengeschlossen.